# カムデン (高速戦闘支援艦)
| USS Camden AOE-2 |                                                                 |
| 艦歴             |                                                                 |
| 発注             | 1963年4月25日                                                   |
| 起工             | 1964年2月17日                                                   |
| 進水             | 1965年5月29日                                                   |
| 就役             | 1967年4月1日                                                    |
| 退役             | 2005年10月14日                                                  |
| 除籍             |                                                                 |
| その後           | 2008年5月13日解体処分                                           |
| 母港             | ワシントン州ブレマートン                                        |
| 性能諸元         |                                                                 |
| 排水量           | 満載排水量：54,000トン                                          |
| 全長             | 795 ft（242.3 m）                                               |
| 全幅             | 107 ft（32.6 m）                                                |
| 吃水             | 38 ft（11.6 m）                                                 |
| 機関             | 蒸気タービン2基 2軸, 100,000 shp（75MW）                        |
| 最大速度         | 25 ノット（46 km/h）                                            |
| 乗員             | 士官27名、兵員587名                                             |
| 兵装             | 20mmファランクスCIWS 2基 Mk.29シースパローIBPDMS8連装発射機 1基 |
| 艦載機           | CH-46 2機                                                       |
| モットー         | Flexibility, Readiness, Endurance                               |
| 愛称             | The Proud Pachyderm of the Pacific                              |

カムデン（USS Camden, AOE-2）は、アメリカ海軍の補給艦。サクラメント級高速戦闘支援艦の2番艦。艦名はニュージャージー州カムデンに因む。その名を持つ艦としては2隻目である。

## 艦歴
カムデンは1967年4月1日に就役した。9月に太平洋艦隊配属となり、最初の母港はカリフォルニア州ロングビーチとなった。
1968年から1969年のWest Pacでは、部隊栄誉賞を受賞している。1974年2月7日にワシントン州ブレマートンに母港を変更し、アメリカ西海岸から第7艦隊支援のため太平洋やインド洋西部に頻繁に展開した。1996年3月にカムデンはその功績から3度目の Battle E を受章している。
2000年10月には、イエメンのアデン湾で自爆攻撃を受け損傷したミサイル駆逐艦「コール」(USS Cole, DDG-67)を支援した。
2005年1月に最後の任務として、原子力空母「カール・ヴィンソン」（USS Carl Vinson, CVN-70）が新しい母港バージニア州ノーフォークへ八ヶ月の航海を行うのに随伴した。その後ワシントン州ブレマートンのキトサップ海軍基地で2005年10月14日に退役し、2008年5月13日テキサス州ブラウンズビルで解体処分とされた。 
主機にはアイオワ級戦艦6番艦「ケンタッキー」（USS Kentucky, BB-66）の主機2基の内1基が転用された。ちなみにもう1基は「サクラメント」に使用された。
カムデンはニューヨーク造船所で建造された最後の艦艇である。同造船所は68年の歴史で542隻の艦艇を建造した。